# Aguacate Creek (Sittee River)
Der Aguacate Creek ist ein Fluss im Stann Creek District von Belize. Er mündet nach einem Verlauf von 16 Kilometern in den Sittee River.

## Geographie
Der Fluss entspringt am Ostrand der Maya Mountains. Von dort verläuft er nach Osten. Er verläuft durch Urwaldgebiet. die nächstgelegenen Ortschaften sind Silk Grass, Kendall und Maya Centre. Er mündet in den Sittee River, welcher selbst am Südende der Commerce Bight in das Karibische Meer mündet.